# Jorge Salgueiro Mendes
Jorge Salgueiro Mendes (11 de janeiro de 1965) é um deputado e político português. Ele é deputado à Assembleia da República na XIV legislatura pelo Partido Social Democrata. Ele também é economista e professor.